# Louis Chicoilet de Corbigny
Louis Antoine Ange Chicoilet de Corbigny, né le 6 avril 1771 à Rennes et mort le 29 avril 1811 à Blois, est un haut fonctionnaire français.

## Biographie
Il a été commissaire du Directoire du département français de Grèce de Corcyre. Il est l'auteur d'un Mémoire sur les îles françaises de la mer Adriatique par Corbigny, ex-commissaire dans le département de Corcyre. C'est Corbigny qui divisait les îles en trois départements : Corcyre,  
Ithaque et Mer-Égée. 
Il a été préfet de Loir-et-Cher, nommé le 5 août 1800 ; il est fait chevalier de la Légion d'honneur le 4 juin 1804 ; il meurt en fonction.
Il est connu pour avoir dû intervenir en censeur auprès de Germaine de Staël pour son livre De l'Allemagne.   

## Iconographie et littérature
- Portrait par Jean-Jacques Hauer,1829, Blois, château Musée.
- Julie Charpentier, statuette en plâtre, fin XVIIIe siècle, Blois, musée des Beaux-Arts[5],[6].